# 法学教育
法学教育（ほうがくきょういく、Legal education）とは、法律専門職を養成するための教育、あるいはビジネスなどの法律以外の職業につこうとうする人に法学の学位を与えるための教育を意味する。法学における第一学位が学部レベルで授与されるか大学院レベルで授与されるかは国によって異なる。いくつかの国では、法曹志願者は大学外で実務的な訓練を受ける必要がある。

## 法学教育（総論）
実務法曹を養成する教育に加えて、法学教育はより高度でアカデミックな研究を行うための博士号等を授与する役目を担っている。
米国以外の多くの国では、学部レベルの法学教育課程が存在する。かかる課程の卒業生は、法曹資格のための司法試験の受験資格が与えられるのが通例である。このような国々では大学院レベルの法学課程は法学研究者を養成するためか、すでに法曹資格を有する法実務家が特定の法領域に関する専門性を強化するために存在している。
アメリカ合衆国のロースクールでは、第一の法学位は専門職博士号たる法務博士（Juris Doctor）である。ロースクール学生は、学部課程を修了したのちに初めて法学に触れるのであり、学部段階における専攻も入学にあたって問われていない。にもかかわらずアメリカの法曹の大半は人文社会科学系の学士号を有している。ごく少数ながら、学部段階で法学を学ぶことのできる教育機関も存在する。米国のロースクールは通常総合大学の一部門であるが高度な自治を保っている。
法学部（Faculty of law）はロースクールの米国で一般的なロースクール（school of law）の別の言い方である。この用語はカナダをはじめとした英連邦諸国とその他の国々で使われる。
法学部という言葉は他学部と同格の大学の一部門だが、ロースクールは所属する大学に対してより独立的な地位を有しているという点で法学部と区別しうるかもしれない。また、大学とは全く独立に設置されているロースクールも存在する。
英国、カナダ、豪州のいくつかの州では法曹養成教育の最終段階は大学外で行われる。詳細は法廷弁護士、事務弁護士の各項を参照されたい。

## 日本
日本においては、明治政府が1877年に（旧）東京大学法学部を開設した（1886年に帝国大学に改組）。東京大学への入学資格は、10年ないし15年の義務教育過程を修了した者に与えられた。すなわち、少数のエリートのみが入学可能であった。東大法学部の卒業生は政治的にも信頼され、行政府のエリートコースである高等文官や判検事に任官した。
1880年代には私立の法律学校も開設された。東京大学には与えられた政府資金による援助がなかったため、教育の品質は遅れていた。入学には単発の入学試験に合格すれば足りたため、入学者の中には中等教育を修了していない者もいた。卒業生は公職の就任には不適格とみなされたため、その多くは在野法曹となった。
1887年には、東京帝国大学法学部に多くの私立法律学校を監督する権限が与えられ、1920年代までには、基礎的な6つの法分野（六法）からなるカリキュラムを策定された。すなわち、憲法、民法、商法、民事訴訟法、刑法および刑事訴訟法である。日本では、この分類に基づいた法学教育が21世紀初頭まで続いている。
2004年に法科大学院制度が導入されるまで、日本の法学教育は学校教育よりも試験が重要であった。司法試験の合格率は3%台が続いており、複数回の受験が当たり前であった。複数の受験予備校が司法試験対策を提供しており、2022年現在でも続いている。法曹資格取得のためには、司法試験の合格後に、最高裁判所司法研修所において行われる司法修習を修了することが必要である。司法修習においては訴訟実務に関する訓練が中心となる。司法修習においては、「見込みがある」とみなされた司法修習生が裁判官に「選抜」され、その他の者が検察官や弁護士となる。

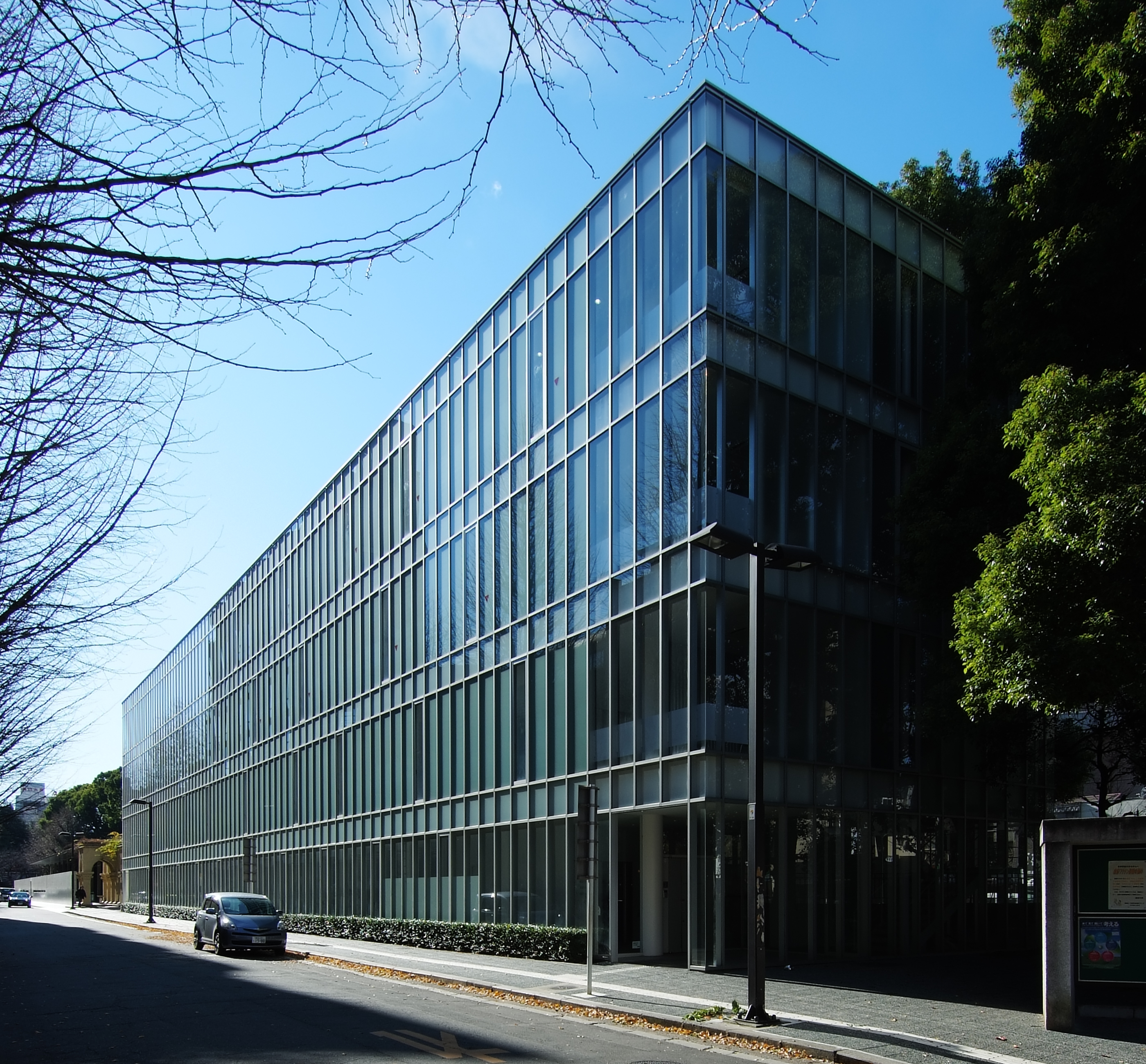
東京大学法科大学院

2004年には、日本の国会は法務博士（修士相当）の学位授与権を有する法科大学院の創設するための法律を可決した。2006年には日本の歴史上初めて法科大学院の卒業を受験資格とする司法試験（新司法試験）が行われた。それ以前では、司法試験の受験資格に学歴による制限はなかったが、合格書の多くは東京大学、京都大学または一橋大学などのエリート大学の学部卒業生であった。法科大学院制度のもと、新司法試験の合格率は40-50パーセント程度が上限と定められた。2022年現在、受験生は初回の受験から5年以内に合格しなければならない。司法試験の合格率は上昇したが、約半数の法科大学院卒業生は法曹資格を取得できずに終わる。新制度により司法修習の期間も短縮され、約1年となった。
日本には法曹以外の法律関連資格（隣接士業）も存在する。例えば弁理士、税理士、司法書士等である。これらの資格を取得するには、司法試験ではない個別の試験の合格が必要である。なお、日本の弁護士は、追加の試験を受けることなく特許出願業務や税理士業務を自動的になしうるが、その逆は認められていない。